# Lucjan Wiśniewski
Lucjan Wiśniewski (ur. 30 czerwca 1925 w Sarbiewie, zm. 16 stycznia 2017 w Warszawie) – żołnierz Armii Krajowej i wykonawca wyroków śmierci (likwidator), autor wspomnień w formie wywiadu-rzeki opublikowanych w 2016 przez Społeczny Instytut Wydawniczy Znak w książce Ptaki Drapieżne.

## Życiorys
W 1930 r. ojciec Lucjana Wiśniewskiego otrzymał pracę jako kierownik kotłowni w Forcie Bema i wybudował dom w podwarszawskiej wówczas Chomiczówce, dokąd cała rodzina przeprowadziła się z Sarbiewa. Lucjan Wiśniewski uczęszczał do Szkoły Podstawowej nr 73 przy ul. Elbląskiej. Otrzymał patriotyczne wychowanie także w domu, zwłaszcza ze strony swojej mamy, która była także osobą bardzo religijną. Na początku okupacji był świadkiem rozstrzeliwania Polaków przez Niemców na tak zwanych szwedzkich górach pomiędzy Chomiczówką a Boernerowem.
W 1942 r. zaangażował się w konspiracji, potem został żołnierzem oddziału specjalnego 993/W. Brał udział w ponad 60 akcjach i likwidacjach konfidentów pracujących dla okupanta. Pierwszej egzekucji dokonał w wieku 17 lat.
W powstaniu warszawskim walczył w Zgrupowaniu „Radosław”, a potem w Grupie „Kampinos”.
Po wojnie ze względu na przynależność do AK miał problem ze znalezieniem pracy. Zajął się kaletnictwem. Był jednym z najdłużej żyjących egzekutorów Armii Krajowej, zmarł 16 stycznia 2017.
Odznaczony m.in. Krzyżem Srebrnym Orderu Virtuti Militari i Krzyżem Walecznych.